# Michelangelo Naccherino

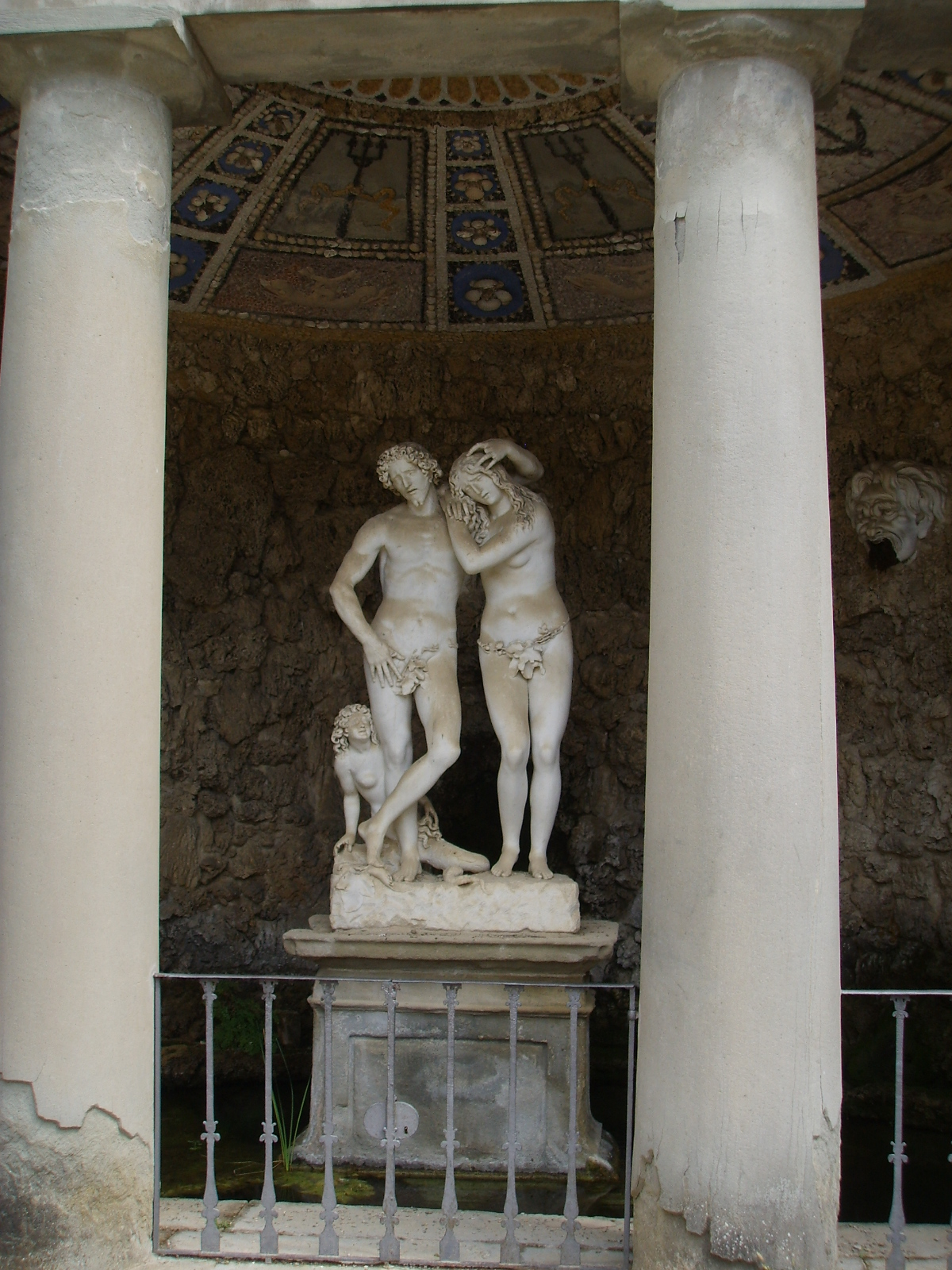
Grupo de Adán y Eva, hacia 1616. Florencia, Jardín de Bóboli.

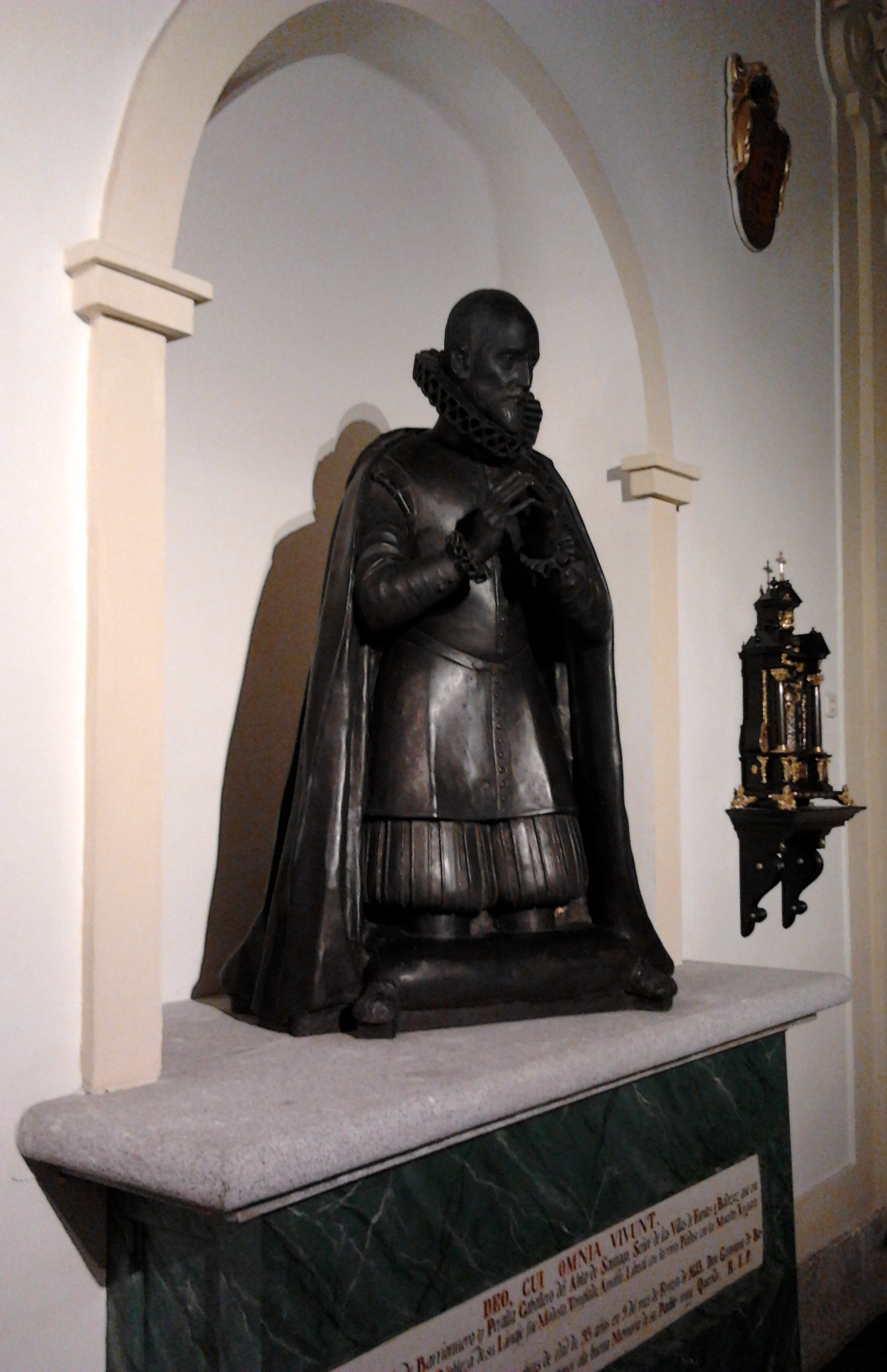
Estatua sepulcral orante de García de Barrionuevo, Madrid, Real Parroquia de San Ginés.

Michelangelo Naccherino (Florencia, 1550-Nápoles, 1622) fue un escultor y arquitecto italiano.

## Biografía y obra
Aunque nacido en Florencia y formado con Giambologna muy pronto se trasladó a Nápoles donde desarrolló gran parte de su carrera. En 1573 colaboró con Camillo Camilliani en el traslado a Palermo y su recomposición de la Fontana Pretoria encargada años antes por Pedro Álvarez de Toledo a Francesco Camilliani para su jardín florentino y vendido por su hijo, Luis Álvarez de Toledo al senado palermitano. Dos esculturas de mármol llevan en ella su firma: la de un río algo mayor del natural y la de una nereida. Con tal motivo residió en Sicilia de 1573 a 1576, cuando probablemente pasó a Nápoles donde revitalizó la tradición de Giovanni da Nola con un sentido monumental y miguelangelesco. Típicos son algunos monumentos funerarios como el de Fabrizio Pignatelli en la iglesia de Santa María Materdomini, encargado en 1590, o los de Ferdinando Maiorca y su esposa Porzia Coniglia en San Giacomo degli Spagnoli. A comienzos del siglo XVII colaboró con Pietro Bernini en algún proyecto arquitectónico como la fontana del Nettuno levantada junto al arsenal de Nápoles, llamada también fontana de Medina por el virrey que ordenó su traslado. En 1616 regaló al duque Cosme II de Médici, diciéndose florentino en la firma, un grupo escultórico con Adán y Eva con la serpiente en forma de mujer para ser colocado en una fuente del Jardín de Boboli.
Su relación con los virreyes españoles puede explicar la temprana llegada a España de algunas de sus obras. Es el caso del Cristo atado a la columna del Museo Lázaro Galdiano, figura a tamaño natural; es uno de los dos ejemplares salidos del taller de Naccherino, que fue adquirido por el duque de Osuna o por Pedro Fernández de Castro para regalárselo al rey Felipe III, que a su vez se lo habría donado al convento de la Trinidad. Tras la desamortización, mutilada la firma, de la que se había quitado el apellido para hacerlo pasar por obra de Miguel Ángel, llegó al mercado anticuario de París donde lo adquirió Lázaro Galdiano. Procedente del mismo convento madrileño es una Virgen con el Niño, pieza que acaso formaba pareja con el Cristo antes citado; actualmente se conserva en Cudillero, en la fachada de la iglesia de Jesús Nazareno. 
Otra obra de Naccherino en España es la estatua orante en bronce del licenciado García de Barrionuevo en su sepultura de la capilla de la Virgen de la Soledad, o de los Barrionuevo, de la parroquia de San Ginés de Madrid, que Tormo decía «del tipo de las de Juan Bautista Monegro», documentada como obra de Naccherino, a quien se la encargó en 1607 el hijo menor del efigiado, Bernardino de Barrionuevo, marqués de Cusano, residente en Nápoles como consejero del virrey.